# Edward VII's kroning
Edward VII's kroning er en fransk stumfilm fra 1902 af Georges Méliès.